# Gibraltar Premier Division (2012/2013)
Gibraltar Premier Division 2012/2013 była 114. edycją najwyższej klasy rozgrywkowej piłki nożnej na Gibraltarze. Brało w niej udział 6 drużyn, które w okresie od 15 grudnia 2012 do 20 maja 2013 rozegrały 15 kolejek meczów. Tytuł mistrzowski obroniła drużyna Lincoln Red Imps zdobywając jedenasty tytuł z rzędu, a dziewiętnasty w swojej historii.
W tym sezonie z ligi nie spadał żaden zespół, ponieważ na przyszły sezon zwiększono liczbę drużyn z 6 do 8. Było to pokłosie dołączenia Gibraltaru do UEFA, której wymogi nakazują na grę co najmniej 7 klubów w najwyższej lidze.

## Drużyny
| Uczestnicy poprzedniej edycji                                                                                 | Uczestnicy poprzedniej edycji | Uczestnicy poprzedniej edycji | Uczestnicy poprzedniej edycji |
| --- | ----------------------------- | ----------------------------- | ----------------------------- |
| LIN | Lincoln Red Imps              | 1                             |                               |
| STJ | St Joseph’s                   | 2                             |                               |
| MAN | Manchester 62                 | 3                             |                               |
| GLA | Glacis United                 | 4                             |                               |
| LIO | Lions Gibraltar               | 5                             |                               |
| Awans z Gibraltar Second Division                                                                             |                               |                               |                               |
| LYN | Lynx                          | 1                             |                               |
| Oznaczenia: - kolumna pierwsza – skróty nazw drużyn, - kolumna trzecia – miejsce zajęte w poprzednim sezonie. |                               |                               |                               |

## Tabela
| Lp. | Drużyna              | M  | Z  | R | P  | B+ | B- | +/– | Pkt |
| --- | -------------------- | -- | -- | - | -- | -- | -- | --- | --- |
| 1   | Lincoln Red Imps (M) | 15 | 13 | 2 | 0  | 68 | 13 | +55 | 41  |
| 2   | St Joseph’s          | 15 | 10 | 0 | 5  | 43 | 20 | +23 | 30  |
| 3   | Manchester 62        | 15 | 7  | 2 | 6  | 22 | 31 | −9  | 23  |
| 4   | Lynx                 | 15 | 4  | 2 | 9  | 18 | 42 | −24 | 14  |
| 5   | Lions Gibraltar      | 15 | 3  | 2 | 10 | 24 | 41 | −17 | 11  |
| 6   | Glacis United        | 15 | 3  | 2 | 10 | 20 | 47 | −27 | 11  |

## Wyniki
| Gospodarz \ Gość | GLA | LIN | LGI | LYN | MAN | SJO | GLA | LIN | LGI | LYN  | MAN | SJO | GLA | LIN | LGI | LYN | MAN | SJO |
| ---------------- | --- | --- | --- | --- | --- | --- | --- | --- | --- | ---- | --- | --- | --- | --- | --- | --- | --- | --- |
| Glacis United    |     | 0–7 | 3–3 |     | 0–3 | 2–1 |     |     |     | 4–0  |     |     |     | 1–8 | 2–2 |     | 0–1 | 1–4 |
| Lincoln Red Imps |     |     | 5–3 |     | 6–0 | 2–1 | 4–0 |     |     | 10–0 |     |     |     |     | 6–0 |     | 1–1 | 3–2 |
| Lions Gibraltar  |     |     |     | 3–0 |     | 1–2 | 3–4 | 2–3 |     |      | 4–6 |     |     |     |     | 0–3 |     | 1–5 |
| Lynx             | 2–1 | 1–5 |     |     |     |     |     |     | 0–1 |      |     | 3–5 | 3–1 | 1–1 |     |     |     |     |
| Manchester 62    |     |     | 1–0 | 2–1 |     |     | 2–1 | 1–5 |     | 1–0  |     | 0–1 |     |     | 0–1 | 1–1 |     |     |
| St Joseph’s      |     |     |     | 6–1 | 4–0 |     | 4–0 | 0–2 | 1–0 |      |     |     |     |     |     | 1–2 | 6–3 |     |